# 蒂帕嬤

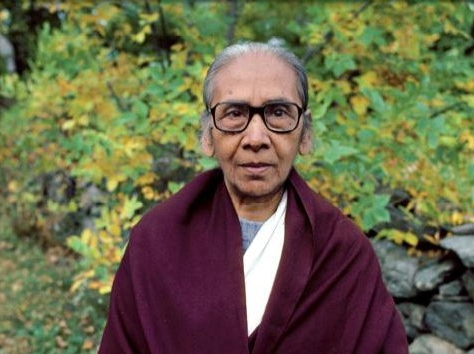
1978年的蒂帕嬤

蒂帕嬤（Dipa Ma，1911年3月25日—1989年9月1日），原名納尼·巴拉·巴茹阿（Nani Bala Barua），是孟加拉出身的佛教禪修導師。生於吉大港附近一座小村莊，16歲時，她與丈夫遷往緬甸居住。18歲時，納尼的母親不幸過世，留下一名叫作碧佐（Bijoy）的幼兒，由於她與丈夫當時並未有兒女，故此，他們帶著碧佐到緬甸扶養長大。
在35歲時，納尼終於懷有第一胎，誕下了一名女嬰，可惜在三個月大的時候因病去世。四年後，納尼以39歲的高齡誕下女兒蒂帕（Dipa），因為她女兒的出世是一件重大的事，從此以後人們都稱她為蒂帕嬤，即「蒂帕之母」（孟加拉語「蒂帕」是光的意思，亦即光母）。此後，她再度失去一名男嬰，以及其丈夫突然死亡。在接受禪修訓練之前，蒂帕嬤都飽受著身心的悲傷和痛苦。
蒂帕嬤自己曾回憶說：「你們都曾經親眼目賭，我當時因為失去兒女而感到沮喪及崩潰，身體又有疾病，我當時覺得很苦。連路也不能正常地走。但現在，你們發現我變成怎樣呢？所有疾病都消失了，我感到精神煥發，心裡什麼都沒有了。沒有憂慮，也沒有悲哀。我感到很欣喜。如果你們都來禪修，你們也將會感到快樂。毗婆舍那禪法（內觀）一點都不奇特，只要跟隨指導便可以。」
蒂帕嬤的女兒蒂帕·巴茹阿（Dipa Barua）曾說：「我的母親蒂帕嬤經常勸導我，世界上沒有任何人是絕對地好及絕對地壞，都是兩者的混合。」

## 生平

### 早期生活
蒂帕嬤的童年展示了對佛教儀式的濃厚興趣，而且喜歡讀書多於遊玩。與鄰家女孩不一樣，她堅持上學讀書，但到了12歲，她被家人安排結婚，後來與她的工程師丈夫一起移居到仰光。在遷到仰光之前，有兩年的時間她的丈夫需要獨自在緬甸工作，那時只有她和公婆一起生活。在回憶過去的那一段日子，蒂帕嬤很坦率地表示婚姻的早期是頗為不愉快的，然而，她後來是深深地愛著她的丈夫，與他一起在緬甸生活。
她的丈夫於1957年過世，當時她唯一活下來的女兒蒂帕只有7歲，蒂帕嬤掉進了人生的低谷，被悲傷所困擾。有一日醫生對她說：“你知道嗎？除非你能夠做一些事情平伏你的心，不然你將會死於過度哀傷。＂
因為她居住在有佛國之稱的緬甸，醫生建議她學習怎樣禪修。後來有一次，她在夢中見到佛陀示現，散發著明亮的光芒，溫柔地說出《法句經好喜品》的偈語：
“執著於珍愛的事只會帶來憂傷，執著於珍愛的事只會帶來畏懼。一個完全脫離於愛著的人，再無有憂傷和畏懼。＂（舊譯：愛喜生憂，愛喜生畏，無所愛喜，何憂何畏。）

### 修習毗婆舍那禪法
蒂帕嬤明白佛陀的開示是引導她學習毗婆舍那禪法。於是她在仰光的卡瑪郁禪修中心（Kamayut Meditation Center）首次參加禪修營，因為那時候身體衰弱，她期望著可以安靜地死去。事實上她的確差點死去，在一次深入專注的行禪期間，她被一隻患有狂犬病的惡狗咬到，雖然當時不覺得痛苦，但她因此需要提早離開禪修營接受醫療診治。她並沒有為此而放棄禪修，不久後她調整了心態參加第二次禪修營，這次地點是在聞名遐邇的馬哈希尊者所駐錫的道場──仰光馬哈希禪修中心（Mahasi Sasana Yeiktha）。在那裡，她體驗到前所未有的蛻變。年屆53歲的她，經過六天認真嚴謹的修習，證得了第一階段的覺悟──初果須陀洹。
不久後，蒂帕嬤和女兒，以及她的姊妹賀馬（Hema）及她的兒女一起生活和禪修。那時候她們照顧著六個小孩。她們在家庭生活找到一個平衡點，永遠堅持著嚴謹的禪修規範，她們會帶著兒女到禪修中心，由於她們是寺院裡面的小數女人，她們分擔著照顧小孩的工作，寺院都是男眾僧人居住的地方。

### 神通的修練
1963年，由於蒂帕嬤有著過人的道德修養和專注力，馬哈希尊者的印度籍弟子慕寧達（Anagarika Munindra），亦即蒂帕嬤的老師，挑選了她成為修習神通的學員。訓練包括使身體消失、分身、在無火下煮食、他心通、天眼通、神足通、宿命通等。在熟鍊過後，她按照東方的傳統教導，捨棄了這些能力。

### 教導學員當下修習禪法
1967年，蒂帕嬤移居到加爾各答，在家中教授許多來自不同背景的學生禪修。她的第一位正式的學生是其鄰居，瑪拉提．巴茹阿（Malati Barua），一位需要獨自養育六名年幼兒女的寡婦。瑪拉提面對著一個值得關注的難題：她很想禪修但無法遠離家庭。蒂帕嬤相信覺悟是可以在任何環境發生，所以為她的新學員設計了一些禪修練習，讓這位需要餵養兒女的母親能夠在家裡修習。其中一個練習方法，就是要求瑪拉提專注觀察嬰兒在吃母乳時，因吮吸動作而產生的觸受，蒂帕嬤教導她需要完全以心留意著它，在每一次餵養的期間無有間斷。這差不多等於每天數個小時的練習，正如蒂帕嬤所期望，瑪拉提在沒有遠離家庭的情況下證得了初果。作為一位單身母親和盡責的外祖母，每當有人問蒂帕嬤會不會覺得她所面對的世間事務是修行的障礙時，她說：
“我所面對的世間事務並不是修行的障礙，因為不論我做甚麼，都總會在禪修。禪修從來沒有離開我。縱然在談話，我還是在禪修。當我在吃東西或想著女兒的事，都沒有妨礙著禪修。”
就這樣，蒂帕嬤展開了領導家庭主婦在忙碌的生活中培養智慧的道路。

### 對女學員們的教導
“相對男士，女士能夠更快及更深入地修習毗婆舍那，因為你們的心比較柔軟。女士們的感性傾向並不是修行的障礙。”蒂帕嬤解釋說，心的柔軟會帶來更多的情感和動力。這是需要觀察的對象，不要與之同化。
一般傳統指只有男人才能夠修行，蒂帕嬤毫不畏懼地作出別的看法。她的女權姿態，雖然一般不顯露於人前，卻有時候讓她的學生感到驚喜。

### 西遊弘法
在二十世紀的70年代，她成為Sylvia Boorstein、Joseph Goldstein、Jack Kornfield、Michelle Levey及Sharon Salzberg的老師，這些學員後來在美國都是獨當一面的禪修老師。80年代初期，她仍遠赴美國麻省巴爾（Barre）的內觀禪修學會（Insight Meditation Society）教導禪修。

### 離世
蒂帕嬤在1989年於印度的家中離世，臨死前她正在向佛像頂禮，伏地後再沒有起來。她遺下了當公務員的女兒蒂帕及孫兒歷士（Rishi）。

## 蒂帕嬤謹守的十項功課
1. 選擇一個禪修方法然後專修它。如果你想在禪修上獲得進步，守著一個方法。
2. 每天都要禪修。現在就要修習，不要認為你可以留在日後才多修一些。
3. 任何情況都是可行的。我們每一個都有著巨大的力量。它能夠幫助我們及協助別人。
4. 修習忍耐。忍耐是培育正念及專注的最重要美德之一。
5. 放開你的心。你的心只是一堆故事。
6. 冷卻情感之火。憤怒是一把火。
7. 沿路上保持快樂。我感到很愉快。如果你們來禪修，你們也會感到愉快的。
8. 簡化。簡單地生活。一個非常簡單的生活對每樣事情都是好的。太多的奢華是修行的障礙。
9. 培養祝福的精神。如果你祝福身邊的一切，這將使你在每一刻都能夠專注。
10. 這是一個循環的旅程。禪修可以融入整個人。

## 傳記
她的傳記有中譯本《佛陀的女兒：蒂帕嬤》。

## 來源
- Knaster, Mirka Ph.D., "Living this Life Fully:  The Stories and Teachings of Munindra". (2010) Shambhala Publications, Boston.  ISBN 978-1-59030-674-1
- Amy Schmidt, Dipa Ma: The Life and Legacy of a Buddhist Master. ISBN 0-9742405-5-9 (USA); ISBN 1-899579-73-7 (Europe)
- Mother of Light: The Inspiring Story of Dipa Ma by Amy Schmidt and Sara Jenkins （页面存档备份，存于）

## 外部連結
- Video of Dipa Ma in San Francisco （页面存档备份，存于）
- Dipa Ma's Dharma Talks at Insight Meditation Society Retreat Center, 1984 （页面存档备份，存于）
- Awakening Confidence in Our Capacity for Loving Kindness: The Blessing of Dipa Ma, Sharon Salzberg, Shambhala Sun, March 2000 （页面存档备份，存于）